# Aequipecten glyptus
Aequipecten glyptus är en musselart som först beskrevs av Addison Emery Verrill 1882.  Aequipecten glyptus ingår i släktet Aequipecten och familjen kammusslor. Inga underarter finns listade i Catalogue of Life.